# Tratado de 716
O Tratado de 716 foi um acordo entre a Bulgária e o Império Bizantino. Foi assinado pelo filho do cã Tervel, Cormésio e o imperador bizantino Teodósio III (r. 713–715). Mostrou-se vital para o império, uma vez que a fronteira europeia estava protegida. Além disso, devido a ele, os búlgaros ajudaram os bizantinos em uma batalha como os árabes que terminou com uma vitória decisiva dos aliados. Perdurou até 756 quando as hostilidades foram retomadas.

## Antecedentes

Mapa do Império Búlgaro após o Tratado de 716

Em 705, o deposto imperador Justiniano II pediu ao cã Tervel assistência para reaver seu trono que havia sido apossado por Teodósio III (r. 713–715). Os búlgaros enviaram um exército de 15 000 homens e Justiniano entrou em Constantinopla. Tervel foi recompensado com o título de césar, enorme quantidade de ouro, prata e seda bem como a região chamada Zagore ao sul da cordilheira dos Bálcãs. Contudo, quando estabilizou sua posição ele invadiu a Bulgária em 708 e retomou o território perdido mas foi derrotado na batalha de Anquíalo e posteriormente executado por seus rivais políticos. As hostilidades continuaram até 716 quando os tratado foi assinado pelos dois Estados.

## Termos
Os termos do tratado de 716 foram:
- O Império Bizantino reconhecia as fronteiras búlgaras incluindo as terras recém-adquiridas de Zagore. No tratado, a fronteira entre os dois países foi declarada com começo em Mileoni na Trácia. Contudo, Mileoni não pode ser identificado no texto mas obviamente permaneceu como um termo geográfico. De acordo com Konstantin Jireček, Mileoni deveria ser identificado com um dos picos das colinas Manastir ano norte do sopé da montanha Sakar. No pico mais alto (590 m) há ruínas de uma fortaleza de um tipo típico de um posto fronteiriço bizantino[5] e mais provavelmente serviu como um ponto de fronteira. A fronteira foi definida por meio de uma trincheira (Erkesiya), conhecida na Idade Média como "grande trincheira". Começava das lagoas do entorno do lago Mandrensko ao norte das ruínas de Debelt e correu para oeste do rio Maritsa com um comprimento de 131 km.

- O Império Bizantino devia continuar a pagar tributo anual a Bulgária. O tributo anual acordado em 679 entre Asparuque e Constantino IV e confirmado por Justiniano II foi reafirmado.

- Ambos os países concordaram na troca de refugiados acusados de conspiração contra o governante legal. O termo foi incitado por Teodósio III porque sua autoridade não era estável e os búlgaros tinha no passado ajudado rebeldes a tomar o trono imperial.[6]

- Bens poderia após serem importados ou exportados quando fornecidos com um selo estatal. Bens sem documentos seriam confiscados para o tesouro do Estado.[7] Os mercadores búlgaros ganharam acesso oficial ao maior mercado da Europa em Constantinopla.

## Rescaldo

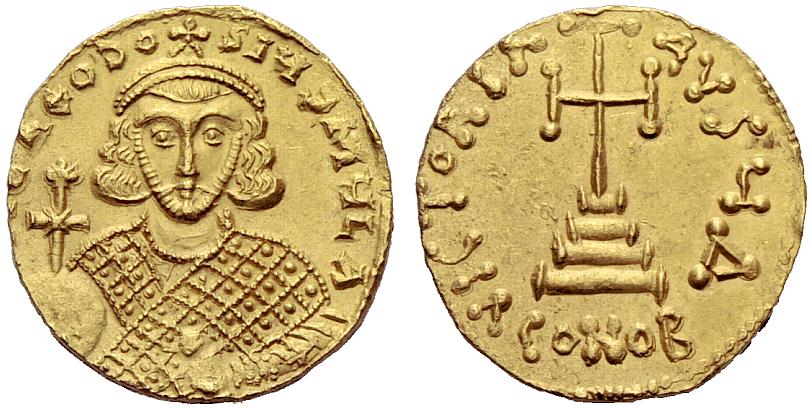
Soldo do imperador r.

O tratado foi favorável à Bulgária mas provou ser vital para o Império Bizantino. Baseado no acordo os búlgaros enviaram um exército para aliviar o segundo cerco árabe à Constantinopla e derrotá-los em uma batalha decisiva próximo da cidade. Em 719 Tervel retirou seu apoio para o nome pretendente ao trono bizantino, Anastácio. O tratado durou até 756 quando o cã búlgaro Cormiso pediu tributo pelas fortificações fronteiriças recém-construídos pelos bizantino e seu pedido foi negado. Um longo período de guerra começou que durou, com interrupções, por mais de um século.
Apesar dos sucessos bizantinos iniciais em 792, 811 e 813 eles sofreram derrotas esmagadoras. Um anos após a batalha de Versinícias em 813 o cã Crum ofereceu o restabelecimento do tratado de 716. Contudo, sua oferta foi recusada devido ao terceiro ponto do tratado, que trata sobre a troca de refugiados políticos. Os bizantinos ainda tinha ilusões que poderia interferir os assuntos internos da Bulgária após uma série de cã fracos e de reinados de pouca duração governarem a Bulgária na segunda metade do século VIII. Após a morte de Crum, um novo tratado de paz de 30 anos foi assinado em 815 entre o novo cã, Omurtague e Leão V, o Armênio.